# ラグージー・ボーンスレー2世
ラグージー・ボーンスレー2世（Raghuji Bhonsle II, 生年不詳 - 1816年3月22日）は、インドのマラーター同盟、ボーンスレー家の当主（在位：1788年 - 1816年）。

## 生涯

### 即位するまで
時期は不明であるが、父マードージー・ボーンスレーの兄であるボーンスレー家当主ジャーノージー・ボーンスレーの養子となった。
1772年5月21日、当主ジャーノージーは死亡したが、このときはラグージーが幼かったので、マードージー・ボーンスレーが当主位を継いだ。そのため、マードージーは摂政にすぎなかったとする場合がある。
1788年5月19日、当主マードージー・ボーンスレーは死亡したため、ラグージー・ボーンスレー2世が当主位を継承した。

### 更なる領土の拡大
1795年3月、マラーター王国とニザーム王国との間でカルダーの戦いが行われたが、ラグージーはヴィッタル・バッラールを主将とした軍勢を援軍として送っている。
ヴィッタル・バッラールは戦勝に大きく貢献したため、王国から称賛され、ボーンスレー家に更なる領土が舞い込んできた。ニザーム王国からフーシャンガーバードなどの割譲、さらには290万ルピーの貢納金を得た。
このように、ラグージーの治世はボーンスレー家の最盛期でもあった。ボーンスレー家の領土は他のマラーター諸侯はもとより、マラーター王国よりも広大な版図を領有していた。また、その領土からは年間1110万ルピーの収入がった。

### マラーター同盟の内紛
1795年11月、マラーター王国の宰相（ペーシュワー）マーダヴ・ラーオ・ナーラーヤンが自殺した際には、ラグージーは自身が宰相であると宣言したが、1796年12月にバージー・ラーオ2世が宰相となった。
1797年9月、ヤシュワント・ラーオ・ホールカルがホールカル家の内紛により ナーグプル領に逃げ込むと、ラグージーはシンディア家の要請により、1798年2月20日に彼を捕らえた。とはいえ、同年4月6日にヤシュワント・ラーオは脱獄してナーグプルを逃げ、本国へと帰還した。
1802年10月、ヤシュワント・ラーオがプネーの戦いで宰相バージー・ラーオ2世を破ると、12月31日に臆病な宰相はイギリスと軍事保護条約バセイン条約を締結し、イギリスの介入を許すこととなった。

### 第二次マラーター戦争と講和条約の締結
こうして、1803年にヤシュワント・ラーオはボーンスレー家とシンディア家にイギリスへの戦いのため団結を求めた。ラグージーもイギリスの介入を脅威と考え、同年6月4日にこれらと同盟を締結した。
8月に第二次マラーター戦争が勃発したのち、9月11日にシンディア家は庇護下にあったデリーをイギリスに攻撃され、デリーがイギリスのものとなると（デリーの戦い)、ボーンスレー家とシンディア家は連合して戦うようになった。
だが、同月23日にシンディア家とボーンスレー家の連合軍がアッサイェの戦いで敗れ、11月のラスワリーの戦いとアルガーオンの戦いでも連合軍は大敗し、12月にガーウィルガルが落とされたとき、ここから講和への流れが強まっていった。
12月17日、ボーンスレー家はイギリスと講和条約デーオガーオン条約を締結し、戦争から真っ先に離脱した。この条約でオリッサのカタック、南ベラールなどを領土の約3分の1を割譲させられた。

### 晩年と死

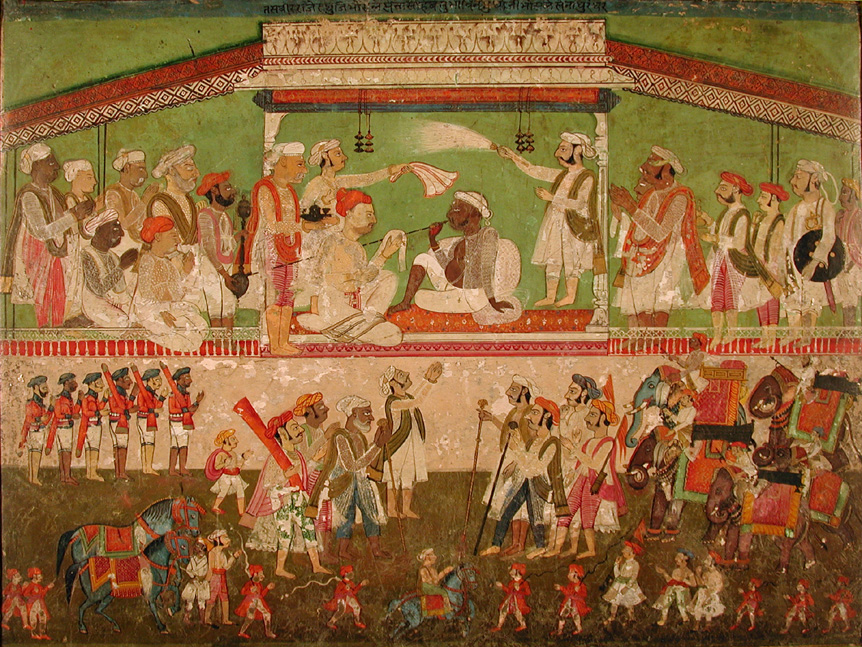
閲兵するラグージー

その後、同月30日にシンディア家も降伏したが、戦闘はホールカル家によって引き継がれ、互角に持ち込んだところで、12月24日にイギリスと講和条約を結んで戦争を終わらせた。
第二次マラーター戦争後、ボーンスレー家は領土の3分の1をイギリスに割譲したことで、財政窮乏を招いていた。そのため、農民に多くの新しい税を課し、彼らから過酷な収奪を行った。
また、1807年にボーンスレー家はボーパールのナワーブの領土を略奪するために軍勢を派遣した。これは戦争中にボーパール側がボーンスレー家からフーシャンガーバードとシヴニーを奪ったことに対する報復でもあった。この攻撃はシンディア家と同盟を組んだ上で行われ、1814年に同盟軍はボーパール城を包囲したが、ボーパール側がイギリスに援助を求めたために撤退を余儀なくされた。
1816年3月22日、ラグージーはナーグプルで死亡した。